# Игор Гундаров
Игор Алексеевич Гундаров е съветски и руски лекар, специалист в областта на епидемиологията и медицинската статистика, демографията, философията; кандидат на философските науки, доктор на медицинските науки, професор, главен изследовател на Научноизследователския институт по обществено здраве и управление на здравеопазването на Московската медицинска академия на името на. И. М. Сеченов.
Той е публицист, лауреат на наградата на Съюза на писателите на Русия (2009), академик на обществената академия на РАЕН.

## Биография
Гундаров е роден на 11 май 1947 г. в град Майкоп (Адигейска автономна област, сега Адигея).
През 1971 г. завършва Ставрополския медицински институт. Единадесет години по-късно завършва аспирантура в Института по философия на Академията на науките на СССР.
През 1983 г. защитава дисертация за научна степен „кандидат на философските науки“ на тема „Отношението като философска категория“ (на руски: «Отношение» как философская категория). След три години изкарва курс на СЗО по епидемиология на рака в Берлин (ГДР) и курс по епидемиология и статистика в Лондонския университет.
От 1988 до 1989 г. служи като експерт в Регионалния офис на СЗО за Европа.
През 1990 г. е делегат на XXVIII конгрес на КПСС.
През 1991 г. във Всесъюзния научноизследователски център за превантивна медицина той защитава дисертация за докторска степен на медицинските науки на тема „Особености на централната хемодинамика и хемодинамиката на главата като рискови фактори за основни неинфекциозни заболявания и смъртност“ (Особенности центральной гемодинамики и гемодинамики головы как факторы риска основных неинфекционных заболеваний и смертности). В периода 1994 – 2003 г. е професор в Руската медицинска академия за следдипломно обучение.
През 1996 г. става член на Руската академия на естествените науки.
В края на 2020 г. създава Регионална обществена организация за защита правата, здравето и благосъстоянието на човека (съкратено БОЗЕП) и към 2024 г. заема длъжността председател на академичния съвет.
Гундаров се определя като за „поклонник на марксизма“.
Женен е и има две деца.